# Cúp bóng đá châu Á 2019 (Bảng F)
Bảng F của Cúp bóng đá châu Á 2019 sẽ diễn ra từ ngày 9 đến ngày 17 tháng 1 năm 2019. Bảng này bao gồm Nhật Bản, Uzbekistan, Oman, và Turkmenistan. Hai đội tuyển đứng đầu, có thể cùng với đội xếp thứ ba (nếu họ được xếp hạng là một trong bốn đội tốt nhất), sẽ giành quyền vào vòng 16 đội.
Nhật Bản là cựu vô địch duy nhất, và cũng là đội chiến thắng nhiều nhất trong Cúp châu Á (1992, 2000, 2004 và 2011).

## Các đội tuyển
| Vị trí bốc thăm | Đội tuyển    | Khu vực | Tư cách vượt qua vòng loại | Ngày vượt qua vòng loại | Tham dự chung kết | Tham dự cuối cùng | Thành tích tốt nhất lần trước    | Bảng xếp hạng FIFA | Bảng xếp hạng FIFA |
| Vị trí bốc thăm | Đội tuyển    | Khu vực | Tư cách vượt qua vòng loại | Ngày vượt qua vòng loại | Tham dự chung kết | Tham dự cuối cùng | Thành tích tốt nhất lần trước    | Tháng 4 2018       | Tháng 12 2018      |
| --------------- | ------------ | ------- | -------------------------- | ----------------------- | ----------------- | ----------------- | -------------------------------- | ------------------ | ------------------ |
| F1              | Nhật Bản     | EAFF    | Nhất bảng E (vòng 2)       | 24 tháng 3 năm 2016     | 9 lần             | 2015 (tứ kết)     | Vô địch (1992, 2000, 2004, 2011) | 60                 | 50                 |
| F2              | Uzbekistan   | CAFA    | Nhất bảng H (vòng 2)       | 29 tháng 3 năm 2016     | 7 lần             | 2015 (tứ kết)     | Hạng tư (2011)                   | 88                 | 95                 |
| F3              | Oman         | WAFF    | Nhất bảng D (vòng 3)       | 10 tháng 10 năm 2017    | 4 lần             | 2015 (vòng bảng)  | Vòng bảng (2004, 2007, 2015)     | 87                 | 82                 |
| F4              | Turkmenistan | CAFA    | Nhì bảng E (vòng 3)        | 14 tháng 11 năm 2017    | 2 lần             | 2004 (vòng bảng)  | Vòng bảng (2004)                 | 129                | 127                |

Ghi chú
1. ↑  Bảng xếp hạng của tháng 4 năm 2018 đã được sử dụng để hạt giống cho bốc thăm vòng chung kết.

## Bảng xếp hạng
| VT | Đội          | ST | T | H | B | BT | BB | HS | Đ | Giành quyền tham dự                     |
| -- | ------------ | -- | - | - | - | -- | -- | -- | - | --------------------------------------- |
| 1  | Nhật Bản     | 3  | 3 | 0 | 0 | 6  | 3  | +3 | 9 | Giành quyền vào vòng đấu loại trực tiếp |
| 2  | Uzbekistan   | 3  | 2 | 0 | 1 | 7  | 3  | +4 | 6 | Giành quyền vào vòng đấu loại trực tiếp |
| 3  | Oman         | 3  | 1 | 0 | 2 | 4  | 4  | 0  | 3 | Giành quyền vào vòng đấu loại trực tiếp |
| 4  | Turkmenistan | 3  | 0 | 0 | 3 | 3  | 10 | −7 | 0 |                                         |

Trong vòng 16 đội:
- Nhất bảng F sẽ giành quyền thi đấu với nhì bảng E.
- Nhì bảng F sẽ giành quyền thi đấu với nhì bảng B.
- Đội xếp thứ ba của bảng F có thể giành quyền thi đấu với nhất bảng C hoặc bảng D.

## Các trận đấu
Tất cả thời gian được liệt kê là GST (UTC+4).

### Nhật Bản vs Turkmenistan
| Nhật Bản                    | 3–2      | Turkmenistan                      |
| --------------------------- | -------- | --------------------------------- |
| - Osako 56', 60' - Doan 71' | Chi tiết | - Amanow 26' - Ataýew 79' (ph.đ.) |

| Nhật Bản | Turkmenistan |

| GK                  | 12 | Gonda Shūichi     | 78' |     |
| CB                  | 16 | Tomiyasu Takehiro |     |     |
| CB                  | 22 | Yoshida Maya (c)  |     |     |
| CB                  | 20 | Makino Tomoaki    |     |     |
| RWB                 | 19 | Sakai Hiroki      | 33' |     |
| LWB                 | 5  | Nagatomo Yuto     |     |     |
| CM                  | 8  | Haraguchi Genki   |     |     |
| CM                  | 7  | Shibasaki Gaku    |     |     |
| CM                  | 21 | Doan Ritsu        |     |     |
| CF                  | 9  | Minamino Takumi   |     | 73' |
| CF                  | 15 | Osako Yuya        |     |     |
| Vào sân thay người: |    |                   |     |     |
| FW                  | 11 | Kitagawa Koya     |     | 73' |
| Huấn luyện viên:    |    |                   |     |     |
| Moriyasu Hajime     |    |                   |     |     |

| GK                   | 1  | Mammet Orazmuhammedow  |     |     |
| RB                   | 19 | Ahmet Ataýew           |     |     |
| CB                   | 4  | Mekan Saparow          |     |     |
| CB                   | 12 | Serdar Annaorazow      |     |     |
| LB                   | 2  | Zafar Babajanow        |     |     |
| CM                   | 5  | Wezirgeldi Ylýasow     | 90' |     |
| CM                   | 6  | Gurbangeldi Batyrow    |     |     |
| RW                   | 7  | Arslanmyrat Amanow (c) |     | 69' |
| AM                   | 8  | Ruslan Mingazow        |     | 85' |
| LW                   | 21 | Resul Hojaýew          |     |     |
| CF                   | 9  | Wahyt Orazsähedow      |     | 59' |
| Vào sân thay người:  |    |                        |     |     |
| FW                   | 17 | Altymyrat Annadurdyýew |     | 59' |
| FW                   | 11 | Myrat Ýagşyýew         |     | 69' |
| FW                   | 15 | Mihail Titow           |     | 85' |
| Huấn luyện viên:     |    |                        |     |     |
| Ýazguly Hojageldyýew |    |                        |     |     |

| Cầu thủ xuất sắc nhất trận: Osako Yuya (Nhật Bản) Trợ lý trọng tài: Reza Sokhandan (Iran) Mohammadreza Mansouri (Iran) Trọng tài thứ tư: Mohamad Zainal Abidin (Malaysia) Trợ lý trọng tài bổ sung: Muhammad Taqi (Singapore) Mohd Amirul Izwan Yaacob (Malaysia) |

### Uzbekistan vs Oman
| Uzbekistan                     | 2–1      | Oman                  |
| ------------------------------ | -------- | --------------------- |
| - Ahmedov 34' - Shomurodov 85' | Chi tiết | - Mu. Al-Ghassani 72' |

| Uzbekistan | Oman |

| GK                  | 1  | Ignatiy Nesterov      | 58'   |     |
| RB                  | 2  | Akmal Shorakhmedov    |       |     |
| CB                  | 15 | Egor Krimets          | 90+2' |     |
| CB                  | 5  | Anzur Ismailov        |       |     |
| LB                  | 13 | Oleg Zoteev           |       |     |
| CM                  | 7  | Sardor Rashidov       |       | 59' |
| CM                  | 9  | Odil Ahmedov (c)      |       |     |
| RW                  | 19 | Otabek Shukurov       |       |     |
| AM                  | 22 | Javokhir Sidikov      |       |     |
| LW                  | 11 | Jaloliddin Masharipov | 29'   | 79' |
| CF                  | 10 | Marat Bikmaev         |       | 83' |
| Vào sân thay người: |    |                       |       |     |
| MF                  | 17 | Dostonbek Khamdamov   |       | 59' |
| MF                  | 8  | Ikromjon Alibaev      |       | 79' |
| FW                  | 14 | Eldor Shomurodov      |       | 83' |
| Huấn luyện viên:    |    |                       |       |     |
| Héctor Cúper        |    |                       |       |     |

| GK                  | 18 | Faiz Al-Rushaidi     |  |       |
| RB                  | 2  | Mohammed Al-Musalami |  |       |
| CB                  | 17 | Ali Al-Busaidi       |  |       |
| CB                  | 13 | Khalid Al-Braiki     |  |       |
| LB                  | 11 | Saad Al-Mukhaini     |  |       |
| CM                  | 23 | Harib Al-Saadi       |  |       |
| CM                  | 12 | Ahmed Kano (c)       |  |       |
| CM                  | 10 | Mohsin Al-Khaldi     |  | 90+1' |
| RW                  | 7  | Khalid Al-Hajri      |  | 67'   |
| CF                  | 15 | Jameel Al-Yahmadi    |  | 86'   |
| LW                  | 6  | Raed Ibrahim Saleh   |  |       |
| Vào sân thay người: |    |                      |  |       |
| FW                  | 16 | Muhsen Al-Ghassani   |  | 67'   |
| MF                  | 20 | Salaah Al-Yahyaei    |  | 86'   |
| FW                  | 9  | Mohammed Al-Ghassani |  | 90+1' |
| Huấn luyện viên:    |    |                      |  |       |
| Pim Verbeek         |    |                      |  |       |

| Cầu thủ xuất sắc nhất trận: Otabek Shukurov (Uzbekistan) Trợ lý trọng tài: Yoon Kwang-yeol (Hàn Quốc) Park Sang-jun (Hàn Quốc) Trọng tài thứ tư: Mohd Yusri Muhamad (Malaysia) Trợ lý trọng tài bổ sung: Kim Dong-jin (Hàn Quốc) Hettikamkanamge Perera (Sri Lanka) |

### Oman vs Nhật Bản
| Oman | 0–1      | Nhật Bản                |
| ---- | -------- | ----------------------- |
|      | Chi tiết | - Haraguchi 28' (ph.đ.) |

| Oman | Nhật Bản |

| GK                  | 18 | Faiz Al-Rushaidi     |       |     |
| RB                  | 11 | Saad Al-Mukhaini     | 90+2' |     |
| CB                  | 13 | Khalid Al-Braiki     |       |     |
| CB                  | 2  | Mohammed Al-Musalami |       |     |
| LB                  | 17 | Ali Al-Busaidi       |       |     |
| CM                  | 23 | Harib Al-Saadi       |       |     |
| CM                  | 12 | Ahmed Kano (c)       | 26'   |     |
| RW                  | 15 | Jameel Al-Yahmadi    |       |     |
| AM                  | 16 | Muhsen Al-Ghassani   |       | 77' |
| LW                  | 6  | Raed Ibrahim Saleh   | 49'   |     |
| CF                  | 20 | Salaah Al-Yahyaei    |       | 67' |
| Vào sân thay người: |    |                      |       |     |
| FW                  | 9  | Mohammed Al-Ghassani |       | 67' |
| FW                  | 7  | Khalid Al-Hajri      |       | 77' |
| Huấn luyện viên:    |    |                      |       |     |
| Pim Verbeek         |    |                      |       |     |

| GK                  | 12 | Gonda Shūichi     |     |     |
| RB                  | 19 | Sakai Hiroki      |     |     |
| CB                  | 6  | Endo Wataru       |     |     |
| CB                  | 22 | Yoshida Maya (c)  |     |     |
| LB                  | 5  | Nagatomo Yuto     |     |     |
| CM                  | 16 | Tomiyasu Takehiro |     |     |
| CM                  | 7  | Shibasaki Gaku    |     |     |
| RW                  | 11 | Kitagawa Koya     |     | 57' |
| AM                  | 21 | Doan Ritsu        | 36' | 84' |
| LW                  | 8  | Haraguchi Genki   |     |     |
| CF                  | 9  | Minamino Takumi   | 67' |     |
| Vào sân thay người: |    |                   |     |     |
| FW                  | 13 | Muto Yoshinori    |     | 57' |
| MF                  | 14 | Ito Junya         |     | 84' |
| Huấn luyện viên:    |    |                   |     |     |
| Moriyasu Hajime     |    |                   |     |     |

| Cầu thủ xuất sắc nhất trận: Minamino Takumi (Nhật Bản) Trợ lý trọng tài: Mohd Yusri Muhamad (Malaysia) Mohamad Zainal Abidin (Malaysia) Trọng tài thứ tư: Anton Shchetinin (Úc) Trợ lý trọng tài bổ sung: Peter Green (Úc) Ko Hyung-jin (Hàn Quốc) |

### Turkmenistan vs Uzbekistan
| Turkmenistan | 0–4      | Uzbekistan                                           |
| ------------ | -------- | ---------------------------------------------------- |
|              | Chi tiết | - Sidikov 17' - Shomurodov 24', 42' - Masharipov 40' |

| Turkmenistan | Uzbekistan |

| GK                   | 1  | Mammet Orazmuhammedow  |  |     |
| CB                   | 4  | Mekan Saparow          |  |     |
| CB                   | 2  | Zafar Babajanow        |  |     |
| CB                   | 5  | Wezirgeldi Ylýasow     |  |     |
| RWB                  | 12 | Serdar Annaorazow      |  |     |
| LWB                  | 6  | Gurbangeldi Batyrow    |  |     |
| RM                   | 8  | Ruslan Mingazow        |  |     |
| CM                   | 21 | Resul Hojaýew          |  |     |
| CM                   | 19 | Ahmet Ataýew           |  | 44' |
| LM                   | 7  | Arslanmyrat Amanow (c) |  | 65' |
| CF                   | 9  | Wahyt Orazsähedow      |  | 46' |
| Vào sân thay người:  |    |                        |  |     |
| FW                   | 20 | Myrat Annaýew          |  | 44' |
| FW                   | 17 | Altymyrat Annadurdyýew |  | 46' |
| FW                   | 15 | Mihail Titow           |  | 65' |
| Huấn luyện viên:     |    |                        |  |     |
| Ýazguly Hojageldyýew |    |                        |  |     |

| GK                  | 1  | Ignatiy Nesterov      |     |     |
| RB                  | 2  | Akmal Shorakhmedov    |     | 46' |
| CB                  | 20 | Islom Tukhtakhodjaev  |     |     |
| CB                  | 5  | Anzur Ismailov        | 71' |     |
| LB                  | 13 | Oleg Zoteev           |     |     |
| CM                  | 9  | Odil Ahmedov (c)      |     | 76' |
| CM                  | 19 | Otabek Shukurov       |     |     |
| RW                  | 17 | Dostonbek Khamdamov   |     |     |
| AM                  | 22 | Javokhir Sidikov      |     | 68' |
| LW                  | 11 | Jaloliddin Masharipov |     |     |
| CF                  | 14 | Eldor Shomurodov      |     |     |
| Vào sân thay người: |    |                       |     |     |
| DF                  | 6  | Davron Khashimov      |     | 46' |
| MF                  | 8  | Ikromjon Alibaev      |     | 68' |
| MF                  | 18 | Fozil Musaev          |     | 76' |
| Huấn luyện viên:    |    |                       |     |     |
| Héctor Cúper        |    |                       |     |     |

| Cầu thủ xuất sắc nhất trận: Eldor Shomurodov (Uzbekistan) Trợ lý trọng tài: Mohamed Al-Hammadi (UAE) Hasan Al-Mahri (UAE) Trọng tài thứ tư: Mohammed Al-Abakry (Ả Rập Xê Út) Trợ lý trọng tài bổ sung: Mohammed Abdulla Hassan Mohamed (UAE) Turki Al-Khudhayr (Ả Rập Xê Út) |

### Oman vs Turkmenistan
| Oman                                                 | 3–1      | Turkmenistan       |
| ---------------------------------------------------- | -------- | ------------------ |
| - Kano 20' - Mu. Al-Ghassani 84' - Al-Musalami 90+3' | Chi tiết | - Annadurdyýew 41' |

| Oman | Turkmenistan |

| GK                  | 18 | Faiz Al-Rushaidi     |       |     |
| RB                  | 11 | Saad Al-Mukhaini     |       |     |
| CB                  | 13 | Khalid Al-Braiki     | 36'   | 74' |
| CB                  | 2  | Mohammed Al-Musalami |       |     |
| LB                  | 17 | Ali Al-Busaidi       |       |     |
| CM                  | 23 | Harib Al-Saadi       | 22'   |     |
| CM                  | 12 | Ahmed Kano (c)       |       |     |
| RW                  | 4  | Mohamed Khasib       |       | 61' |
| AM                  | 7  | Khalid Al-Hajri      |       | 86' |
| LW                  | 6  | Raed Ibrahim Saleh   |       |     |
| CF                  | 16 | Muhsen Al-Ghassani   |       |     |
| Vào sân thay người: |    |                      |       |     |
| FW                  | 15 | Jameel Al-Yahmadi    |       | 61' |
| FW                  | 9  | Mohammed Al-Ghassani | 90+1' | 74' |
| MF                  | 20 | Salaah Al-Yahyaei    |       | 86' |
| Huấn luyện viên:    |    |                      |       |     |
| Pim Verbeek         |    |                      |       |     |

| GK                   | 1  | Mammet Orazmuhammedow (c) | 55' |     |
| CB                   | 3  | Güýçmyrat Annagulyýew     |     |     |
| CB                   | 4  | Mekan Saparow             | 79' |     |
| CB                   | 5  | Wezirgeldi Ylýasow        |     |     |
| RM                   | 12 | Serdar Annaorazow         |     |     |
| CM                   | 18 | Serdar Geldiýew           | 54' |     |
| CM                   | 21 | Resul Hojaýew             |     | 46' |
| LM                   | 6  | Gurbangeldi Batyrow       |     |     |
| RW                   | 8  | Ruslan Mingazow           |     | 68' |
| LW                   | 11 | Myrat Ýagşyýew            |     |     |
| CF                   | 17 | Altymyrat Annadurdyýew    | 35' | 83' |
| Vào sân thay người:  |    |                           |     |     |
| MF                   | 19 | Ahmet Ataýew              | 72' | 46' |
| MF                   | 7  | Arslanmyrat Amanow        |     | 68' |
| FW                   | 15 | Mihail Titow              |     | 83' |
| Huấn luyện viên:     |    |                           |     |     |
| Ýazguly Hojageldyýew |    |                           |     |     |

| Trợ lý trọng tài: Yaser Tulefat (Bahrain) Mohamed Salman (Bahrain) Trọng tài thứ tư: Miguel Hernández (México) Trợ lý trọng tài bổ sung: César Arturo Ramos (México) Khamis Al-Kuwari (Qatar) |

### Nhật Bản vs Uzbekistan
| Nhật Bản                  | 2–1      | Uzbekistan       |
| ------------------------- | -------- | ---------------- |
| - Muto 43' - Shiotani 58' | Chi tiết | - Shomurodov 40' |

| Nhật Bản | Uzbekistan |

| GK                  | 23 | Daniel Schmidt       |     |       |
| RB                  | 2  | Miura Genta          |     |       |
| CB                  | 4  | Sasaki Sho           |     |       |
| CB                  | 20 | Makino Tomoaki       |     |       |
| LB                  | 3  | Muroya Sei           |     |       |
| CM                  | 17 | Aoyama Toshihiro (c) |     |       |
| CM                  | 18 | Shiotani Tsukasa     | 48' |       |
| RW                  | 14 | Ito Junya            |     |       |
| AM                  | 10 | Inui Takashi         |     | 81'   |
| LW                  | 13 | Muto Yoshinori       | 33' | 85'   |
| CF                  | 11 | Kitagawa Koya        |     | 90+3' |
| Vào sân thay người: |    |                      |     |       |
| MF                  | 8  | Haraguchi Genki      |     | 81'   |
| MF                  | 6  | Endo Wataru          |     | 85'   |
| DF                  | 16 | Tomiyasu Takehiro    |     | 90+3' |
| Huấn luyện viên:    |    |                      |     |       |
| Moriyasu Hajime     |    |                      |     |       |

| GK                  | 1  | Ignatiy Nesterov (c) |     |     |
| RB                  | 20 | Islom Tukhtakhodjaev |     |     |
| CB                  | 6  | Davron Khashimov     |     |     |
| CB                  | 4  | Farrukh Sayfiev      | 69' |     |
| LB                  | 15 | Egor Krimets         | 72' |     |
| CM                  | 8  | Ikromjon Alibaev     |     |     |
| CM                  | 17 | Dostonbek Khamdamov  |     | 65' |
| RW                  | 18 | Fozil Musaev         |     | 76' |
| AM                  | 19 | Otabek Shukurov      |     |     |
| LW                  | 22 | Javokhir Sidikov     |     |     |
| CF                  | 14 | Eldor Shomurodov     |     | 70' |
| Vào sân thay người: |    |                      |     |     |
| MF                  | 16 | Azizbek Turgunboev   |     | 65' |
| FW                  | 10 | Marat Bikmaev        |     | 70' |
| FW                  | 7  | Sardor Rashidov      |     | 76' |
| Huấn luyện viên:    |    |                      |     |     |
| Héctor Cúper        |    |                      |     |     |

| Trợ lý trọng tài: Mohamed Al-Hammadi (UAE) Hasan Al-Mahri (UAE) Trọng tài thứ tư: Huo Weiming (Trung Quốc) Trợ lý trọng tài bổ sung: Ammar Al-Jeneibi (UAE) Ali Sabah (Iraq) |

## Kỷ luật
Điểm đội đoạt giải phong cách sẽ được sử dụng làm các tiêu chí nếu các kỷ lục đối đầu và tổng thể của các đội tuyển vẫn hòa (và nếu loạt sút luân lưu không được áp dụng như một tiêu chí). Chúng được tính dựa trên các thẻ vàng và thẻ đỏ nhận được trong tất cả các trận đấu bảng như sau:
- thẻ vàng = 1 điểm
- thẻ đỏ với tư cách một kết quả của hai thẻ vàng = 3 điểm
- thẻ đỏ trực tiếp = 3 điểm
- thẻ vàng tiếp theo sau thẻ đỏ trực tiếp = 4 điểm

Chỉ một trong những khoản khấu trừ trên sẽ được áp dụng cho một cầu thủ trong một trận đấu duy nhất.
| Đội tuyển    | Trận 1   | Trận 1                                    | Trận 1 | Trận 1            | Trận 2   | Trận 2                                    | Trận 2 | Trận 2            | Trận 3   | Trận 3                                    | Trận 3 | Trận 3            | Điểm |
| Đội tuyển    | Thẻ vàng | Thẻ vàng · Thẻ vàng-đỏ (thẻ đỏ gián tiếp) | Thẻ đỏ | Thẻ vàng · Thẻ đỏ | Thẻ vàng | Thẻ vàng · Thẻ vàng-đỏ (thẻ đỏ gián tiếp) | Thẻ đỏ | Thẻ vàng · Thẻ đỏ | Thẻ vàng | Thẻ vàng · Thẻ vàng-đỏ (thẻ đỏ gián tiếp) | Thẻ đỏ | Thẻ vàng · Thẻ đỏ | Điểm |
| ------------ | -------- | ----------------------------------------- | ------ | ----------------- | -------- | ----------------------------------------- | ------ | ----------------- | -------- | ----------------------------------------- | ------ | ----------------- | ---- |
| Nhật Bản     | 2        |                                           |        |                   | 2        |                                           |        |                   | 2        |                                           |        |                   | −6   |
| Oman         |          |                                           |        |                   | 3        |                                           |        |                   | 3        |                                           |        |                   | −6   |
| Turkmenistan | 1        |                                           |        |                   |          |                                           |        |                   | 5        |                                           |        |                   | −6   |
| Uzbekistan   | 2        |                                           | 1      |                   | 1        |                                           |        |                   | 2        |                                           |        |                   | −8   |